# Pettson och Findus – Katten och gubbens år
Pettson och Findus – Kattens och gubbens år är en svensk-tysk animerad film från 1999. Filmen är baserad på berättelserna om Pettson och Findus. Filmen bygger till stor del på barnböckerna Pannkakstårtan, Rävjakten, Stackars Pettson, Tuppens minut och Pettson får julbesök av Sven Nordqvist.
2000 fick filmen en uppföljare Pettson och Findus – Kattonauten.

## Handling
Det är den sista dagen på året. Pettson och Findus är ute och fiskar på isen. Där träffar de sin granne Gustavsson, som varnar att en storm är på väg, och frågar om Pettson vill komma över till honom och äta middag tillsammans med hans familj, men Pettson tackar nej och stannar ett tag till på isen med Findus. Sedan upptäcker de båda att isen har blivit tjockare och har därför fångat med sig alla fiskar, men Pettson hämtar två verktyg från isjakten och börjar att "fiska" upp dem med verktygen. Efter en stund kommer stormen och Pettson och Findus har då redan fått upp tillräckligt med fiskblock från isen och lagt dem i isjakten. Så hissar de seglet och släpper loss "ankaret" och börjar att åka iväg i ovädret. Sedan stannar de precis vid land och fortsätter till fots, men de hittar inte hem och börjar tro att de har gått vilse. Men som tur är har de fiskblocken med sig på en kälke och börjar att bygga en igloo av dem. Där inne sitter de och väntar tills stormen är över. Samtidigt börjar de att tänka tillbaka på året som gått, när de till exempel firade Findus födelsedag, lurade räven och när de fick besök av grannarna på julafton. Tiden går, och båda börjar långsamt att frysa mer och mer.
Framemot kvällen börjar samtidigt Gustavsson hemma hos sig fundera om han ska gå över till Pettsons hus och se om han och Findus har klarat sig från stormen. Elsa beordrar honom till slut att göra det, samtidigt som hon ger honom en korg med lite nyårsmat åt Pettson. Gustavsson tar till slut med sig sin hund och börjar gå. När han väl är framme vid Pettsons hus märker han att ingen är hemma. Plötsligt börjar hunden att skälla åt en märklig "snöhög" bortom huset, som till slut visar sig vara fiskigloon som Pettson och Findus tog skydd i, och gräver sig in i den medan Gustavsson följer med in. När både hunden och Gustavsson kommit in i igloon får de till sin fasa se Pettson och Findus sitta alldeles stelfrusna framför dem. Gustavsson skyndar sig med att föra dem hemåt och lägger dem i sin säng när han väl kommit hem. När Pettson och Findus vaknar igen har klockan slagit tolv, och de börjar genast att fira det nya året tillsammans med gästerna. Pettson och Findus lovar sedan varandra att de alltid kommer att vara tillsammans.

## Rollista
- Tord Peterson – Pettson
- Kalle Lundberg – Findus
- Mona Seilitz – Prillan
- Gunnar Uddén – Gustavsson
- Meta Velander – Elsa
- Towa Carson – Beda Andersson
- Pierre Lindstedt – Dr. Karlsson

## Produktion
Filmen animerades huvudsakligen i Ungern och tog tre och ett halvt år att färdigställa.

## Mottagande
Filmen fick ett övervägande positivt mottagande av kritiker.